# Asmate basibrunnea
Asmate basibrunnea là một loài bướm đêm trong họ Geometridae.